# State Farm Arena
Die State Farm Arena ist eine Multifunktionsarena in der US-amerikanischen Stadt Atlanta im Bundesstaat Georgia. Die Baukosten der 1999 eröffneten Halle betrugen 207 Millionen Euro. Das Basketball-Franchise der Atlanta Hawks aus der NBA trägt hier seine Heimspiele aus. Die Hawks sind auch die Betreiber der Halle. Die State Farm Arena löste das Omni Coliseum als Spielstätte der Mannschaft ab. Bei Konzerten und ähnlichen Veranstaltungen finden in der Halle bis zu 21.000 Zuschauer Platz, bei Eishockeyspielen sind es maximal 17.624, beim Basketball 18.118. Sie liegt in der Nähe des Mercedes-Benz Stadium, der Spielstätte der Atlanta Falcons (National Football League) und der Atlanta United (Major League Soccer).

## Geschichte
Nach dem Baubeginn im Juni 1997 konnten die Hawks mit der Eröffnung am 18. September 1999 die Halle rechtzeitig zur Saison 1999/2000 genutzt werden. Von 1999 bis 2011 trug hier auch das Eishockeyteam der Atlanta Thrashers ihre Heimspiele aus, bevor das Franchise nach Winnipeg umgesiedelt wurde. Die Frauenbasketballmannschaft der Atlanta Dream (WNBA) war von 2008 bis 2016 in der Arena ansässig. Auch die Georgia Force (Arena Football League) war 2002 und von 2005 bis 2007 beheimatet. Das NCAA-College-Basketballmannschaft der Georgia Tech Yellow Jackets wich von 2011 bis 2012 in die Philips Arena aus, da die übliche Spielstätte, der Hank McCamish Pavilion in der Zeit renoviert wurde. Seit der Eröffnung wurde eine Reihe von Wrestling-Veranstaltungen in der Halle durchgeführt, u. a. World Wrestling Entertainment (WWE) Royal Rumble  im Januar 2002 und mehrere Auflagen von Monday Night RAW und WWE SmackDown!.
2003 wurde das NBA All-Star Game hier veranstaltet und 2004 die US-Eiskunstlaufmeisterschaften. Ende Januar 2008 fand in der Halle das 56. NHL All-Star Game statt, da das Spiel der Saison 2004/05, welches ebenfalls an Atlanta vergeben wurde, aufgrund des Lockout ausfiel.
2009 erhielt die Philips Arena als erste Arena der NBA die LEED-Zertifizierung, welches eine Reihe von Standards für umweltfreundliches, ressourcenschonendes und nachhaltiges Bauen definiert.
Von Mitte 2017 bis 2018 wurde die Halle modernisiert. Der Umbau findet während des laufenden Spielbetriebs statt. So wurde u. a. die Bestuhlung und der Videowürfel unter dem Hallendach ausgewechselt. Die Renovierung wird ca. 173 Mio. Euro kosten. Den Großteil von 128 Mio. Euro zahlt die Stadt. Im Gegenzug haben die Atlanta Hawks den Mietvertrag um 18 Jahre bis 2046 verlängert. Am 20. Oktober 2018 fand die Eröffnung unter dem neuen Namen State Farm Arena statt. Mit einer „Open House Party“ konnten sich die Besucher die umgebaute Arena ansehen. Neben dem neuen Videowürfel und der neuen Sitze wurden des Weiteren ein Golf-Simulator, ein eigener Friseursalon und eine Bar in die Arena integriert. Die Lebensmittelpreise sollen unter fünf US-Dollar liegen. Die Renovierung hat umgerechnet insgesamt 170 Mio. Euro Baukosten verursacht.

## Name
Bis 2018 war das niederländische Elektronikunternehmen Philips Namenssponsor der Halle. 1999 vereinbarte man einen Namensvertrag über 20 Jahre und 185 Mio. US-Dollar. Im Februar 2018 wurde bekannt, dass Philips den Vertrag nicht verlängern möchte. Am 29. August des Jahres verkündeten die Atlanta Hawks und das Versicherungsunternehmen State Farm die Vereinbarung eines neuen Vertrages. Die Vereinbarung hat ebenfalls eine Laufzeit von 20 Jahren bis 2038. Insgesamt zahlt State Farm 175 Mio. US-Dollar.
An der Außenseite Richtung Downtown Atlanta formen winklige Stahlsäulen, die das Hallendach stützen, den Schriftzug „ATLANTA“  – an der Seite zum Georgia World Congress Center hin ist in gleicher Weise „CNN“ zu lesen. Die Halle liegt gegenüber dem CNN Center.

## Galerie

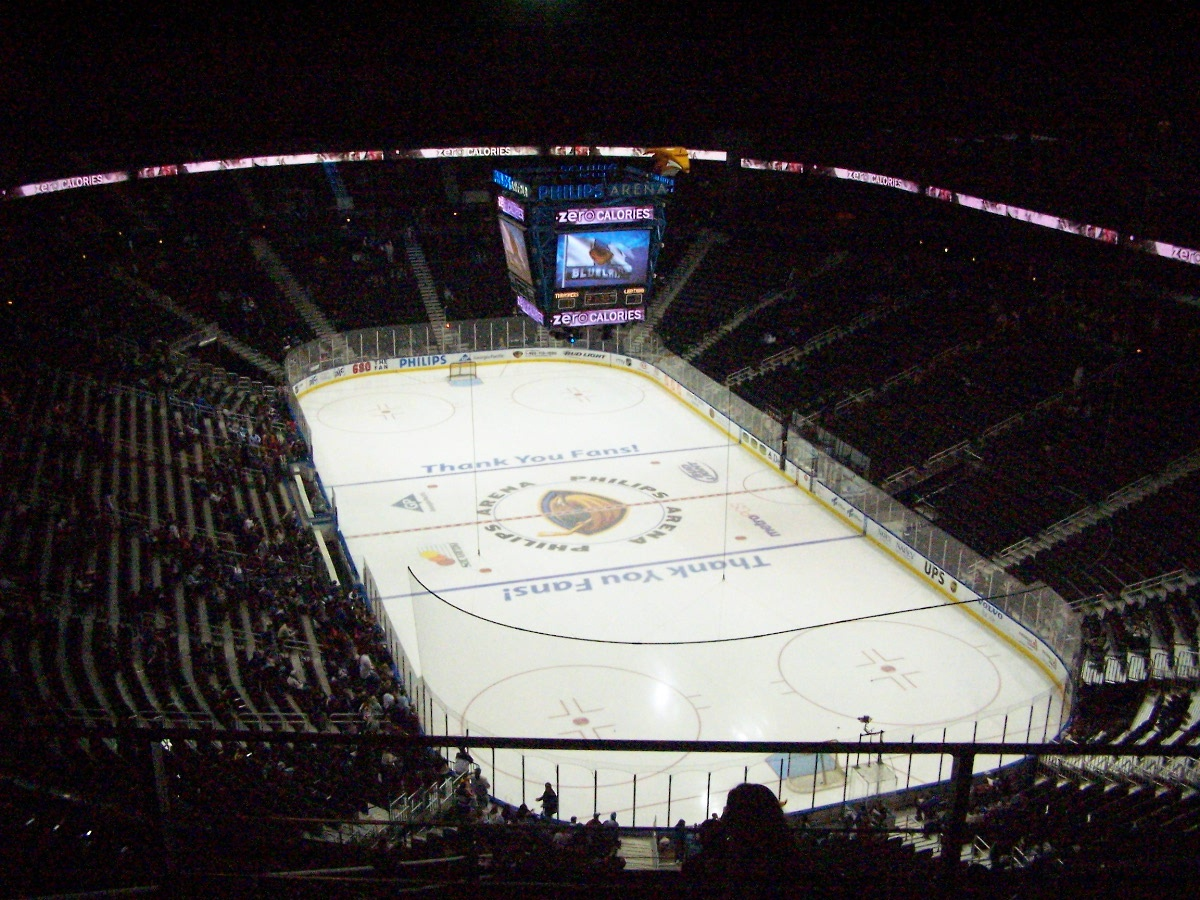
Vor einem Spiel der Thrashers
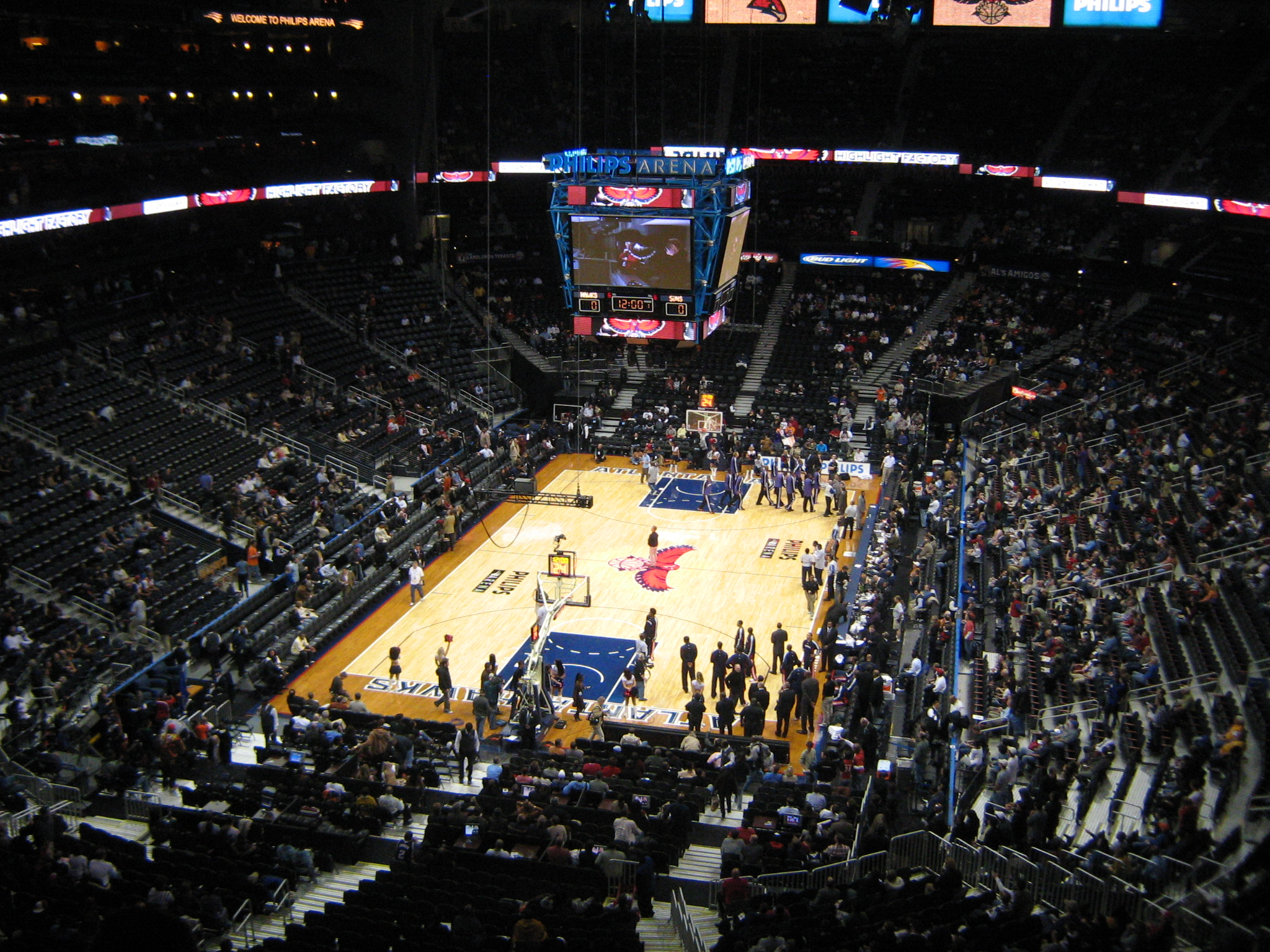
Bei einem Spiel der Atlanta Hawks
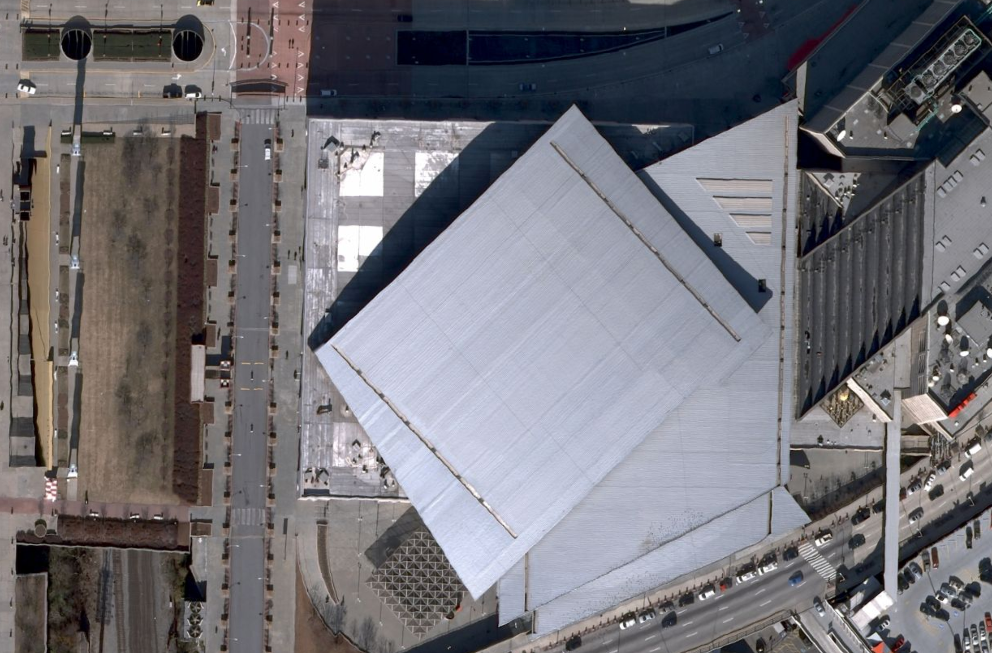
Luftbild der Arena
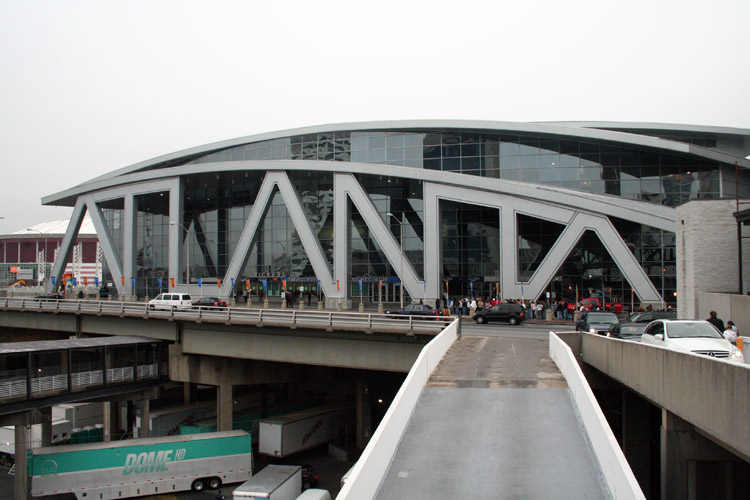
"Atlanta"-Schriftzug an der Außenseite der Arena
Ehemaliges Logo der Philips Arena